# لوكهيد تي2في سي ستار

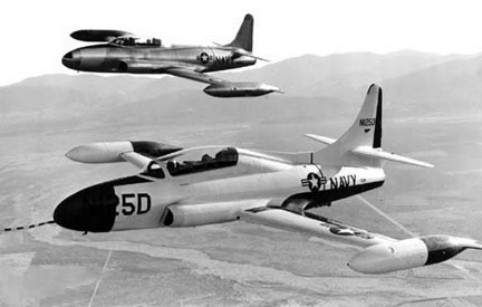
A T2V-1 (T-1A) SeaStar (foreground) and a TV-2 (T-33B) Shooting Star in flight in 1954

لوكهيد تي2في سي ستار (T2V SeaStar)، وسميت في وقت لاحق بـ "تي-1 سي ستار"، هي طائرة نفاثة تدريبية محمولة على سفن بنيت  للبحرية الأميركية التي دخلت الخدمة في مايو 1957 وهي تطوير لطائرة لوكهيد تي-33 بمحرك أليسون 3جاي.

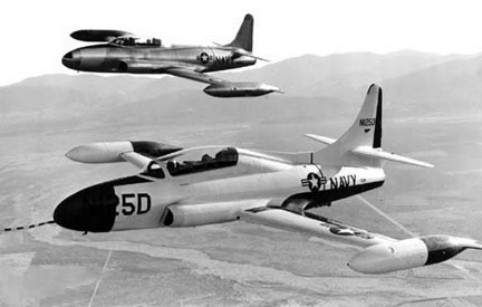
أ طائرة سي ستار في الجو ن في عام 1954

## المشغلون
- البحرية الأميركية
- قوات مشاة بحرية الولايات المتحدة

## المواصفات

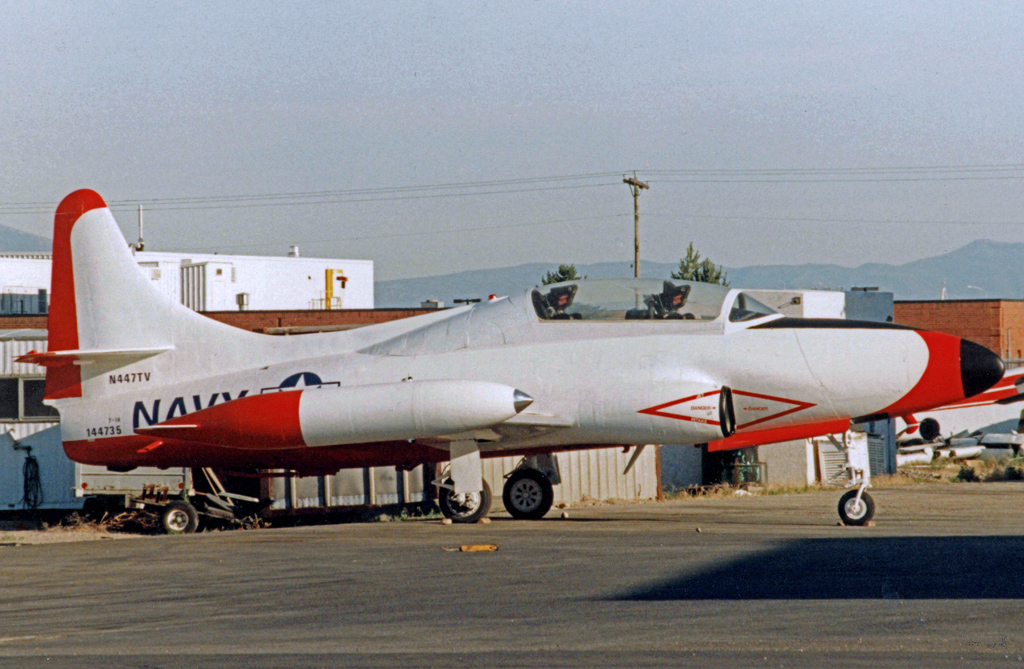
طائرة تي-1 سي ستار صالحة للطيران في مطار سولت لايك سيتي في عام 1994. كانت لا تزال اعمل في عام 2011.

الخصائص العامة
- طول: 38 قدم 1 بوصة (11.6 م)
- باع الجناح: 9 قدم 10 بوصة (3 م)
- ارتفاع: 6 قدم 11 بوصة (2.1 م)
- الوزن الإجمالي: 7,937 رطل (3,600 كـغ)
- محركات: 1 × Marquardt XRJ43-MA محرك نفاث تضاغطي (Sustainer)
- محركات: 2 × Thiokol XM45 (5KS50000) صاروخ ذو وقود صلبs, 50,000 رطلق (222 كـن) thrust  الواحد for 5s (Boosters)

أداء
- السرعة القصوى: Mach 4.3
- مدى: 113 nmi؛ 130 ميل (210 كـم)
- سقف الخدمة: 98,000 قدم (30,000 م)

## وصلات خارجية
- الطيران البحري التسلسل الزمني 1954-1959 الفصل من الولايات المتحدة البحرية الطيران 1910-1995 الكتاب.